# Списька умова
Спи́ська умо́ва — угода, підписана 1214 року між угорським королем Андрієм II і польським князем Лешком Білим у місті Спиш, що зараз на території Словаччини. На її підставі після смерті Романа Мстиславича на галицькому престолі посаджено малолітнього сина Андрія Коломана, одруженого з дочкою Лешка Соломією, а частину Галичини з Перемишлем віддано Лешкові.
Незадоволені угорським пануванням галицькі бояри підняли повстання і вигнали угорську залогу з Галича, після чого галицьким князем став Мстислав Удатний.